# Veer Singh
Veer Singh (* 28. Mai 1987) ist ein fidschianischer Fußballschiedsrichter.
Seit 2022 steht Singh auf der Liste der FIFA-Schiedsrichter und wird bei internationalen Fußballspielen eingesetzt.
Bei der Ozeanienmeisterschaft 2022 in Fidschi leitete Singh ein Viertelfinale. Bei der U-17-Ozeanienmeisterschaft 2023 in Fidschi leitete er drei Spiele, darunter das Finale zwischen Neukaledonien und Neuseeland (0:1). Zudem wurde er als Unterstützungsschiedsrichter bei der U-20-Weltmeisterschaft 2023 in Argentinien eingesetzt.